# Bacnotan
Bacnotan est une localité de la province de La Union, aux Philippines. En 2015, elle compte 42 078 habitants.